# Dicranomyia (Dicranomyia) terebrina
Dicranomyia (Dicranomyia) terebrina is een tweevleugelige uit de familie steltmuggen (Limoniidae). De soort komt voor in het Afrotropisch gebied.